# Vizkelety András
Vizkelety András (Tata, 1931. augusztus 26. –) Széchenyi-díjas magyar irodalomtörténész, filológus, középkorkutató, egyetemi tanár, a Magyar Tudományos Akadémia rendes tagja. A középkori német és latin nyelvű kéziratok neves kutatója.

## Életpályája
1950 és 1954 között teológiai tanulmányokat folytatott a Piarista Teológiai Főiskolán. Mellette 1953-ban felvették az Eötvös Loránd Tudományegyetem Bölcsészettudományi Karának magyar–német szakára. Itt 1957-ben szerzett tanári diplomát.
Tanári diplomájának megszerzése után az Országos Széchényi Könyvtár (OSZK) munkatársa lett, a középkori kéziratok referenseként. Itt elsősorban német nyelvű kéziratok tudományos feltárásával foglalkozott. 1971-ben az OSZK-s munkája mellé az Eötvös Loránd Tudományegyetem német tanszékén kezdett el középkori és kora újkori irodalomtörténetet oktatni. 1976-ban címzetes egyetemi docensi, 1991-ben címzetes egyetemi tanári kinevezést kapott. 1984-ben a Magyar Tudományos Akadémia és az OSZK közös, középkori iratokkal foglalkozó Fragmenta codicum Kutatócsoportjának vezetője lett, később kutatóprofesszori megbízást kapott. 1993-ban a Pázmány Péter Katolikus Egyetem Germanisztikai Intézetének alapítója és első vezetője lett. 2003-ban mint professor emeritus vonult nyugdíjba.
1975-ben védte meg az irodalomtudományok kandidátusi, 1990-ben akadémiai doktori értekezését. 1994-ben az MTA közgyűlési képviselője lett, majd 1998-ban megválasztották a Magyar Tudományos Akadémia levelező és 2004-ben annak rendes tagjává. Alelnöke lett az MTA Irodalomtudományi Bizottságának, valamint a Magyar–Osztrák Irodalom- és Kultúrtudományi Vegyesbizottságának elnökévé választották. Ezenkívül a Könyv- és Folyóirat-kiadói Bizottság elnöke is volt.
Több hazai és nemzetközi tudományos társaság vette fel tagjai közé: a Magyar Germanisták Társasága, az Internationale Vereinigung für Germanische Sprach- und Literaturwissenschaft és a Comité Internationale de Paléographie Latine. Az Irodalomtudományi Közlemények és a Magyar Könyvszemle című szakfolyóiratok szerkesztőbizottsági tagjaként is dolgozott.

## Munkássága
Kutatási területei a magyarországi középkori német és latin kéziratok, a többnyelvűség a középkorban és a szövegkiadások.
Munkássága során feldolgozta a középkori német írásbeliség magyarországi emlékeit. Vizketely fedezte fel és adta ki a Duna-völgyi német lovagi líra addig ismeretlen szövegeit, valamint kilenc kötetben Wolfhart Spangenberg mesterdalnok műveit. Foglalkozott az esztergomi és győri latin nyelvű kódextöredékek katalógusának kiadásával is. Jelentős érdemeket szerzett a tudományos utánpótlás-nevelésben is.

## Díjai, elismerései
- Toldy Ferenc-díj (1986)
- Herder-díj (1990)
- Akadémiai Díj (1995)
- Széchenyi-díj (2005)
- Akadémiai Nívódíj (2007)
- Pro Germanistica Hungarica emlékérem (2009)
- A Magyar Érdemrend középkeresztje (2021)

## Főbb publikációi
- Beschreibendes Verzeichnis der alideutschen Handschriften in ungarischen Bibliotheken I–II. (1969–1973)
- Wolfhart Spangenbergs sämmtliche Werke I–IX. (1969–1982)
- „Világ világa, virágnak virága.” Az Ómagyar Mária-siralom (1986)
- Nikolaus Lenau, Werke und Briefe (1989)
- Az európai prédikációirodalom recepciója a Leuveni Kódexben (2004)
- Mittelalterliche lateinische Handschriften der Széchényi-Nationalbibliothek (2007)
- Irodalmak születése (2008)
- Múltidőben: Visszaemlékezés, 1. kiadás: Budapest, 2008. 2., bővített kiadás: Budapest, 2012
- Ad fontes. Válogatott tanulmányok. / Ausgewählte Schriften; Szent István Társulat, Bp., 2011 (Abrogans)
- Irodalmak születése; MTA, Bp., 2013 (Székfoglalók a Magyar Tudományos Akadémián)